# Kalandra fel! (album)
A Kalandra fel! az A. E. Bizottság együttes első nagylemeze, amely a Hungaroton Start kiadásában jelent meg Magyarországon 1983-ban.

## A borító
A borítót Wahorn András tervezte, hátsó oldalán kézzel írva olvasható a zenekar üzenete: 
Hölgyeim és Uraim, Tisztelt vásárlók!

Önök az A. E. Bizottság lemezt tartják a kezükben, melyet figyelembe vehetnek most. Ez a zenekar az élet rögös útján ezzel lepi meg önöket érte. 
A szépség tajtékos hullámai fognak végigsöpörni azon hallgatókon, akik merészelnek belekezdeni a
kezdetekbe. Az ember gyakran sikítani szeret, és egyeseknek rohamaik vannak.
Be kell látnunk tehát, nem lehetünk örökké mindenkivel együtt. A mélység visszavág, az ember
csókokról ábrándol, de nincs ereje élni mindig, minden hagyomány puszta. Itt kérem érzések
vannak. A lényeg független. 
Kalandra fel!

A. E. Bizottság
2015-ben a  The Museum of Modern Art (MoMA, New York) gyűjteményébe került a zenekar lemezborítója, korabeli koncertplakátokkal egyetemben.

## Kiadásai
- Kalandra felǃ Katasztrófazene (1983, magnókazettaː Start MK 17750;[2] LPː Start SLPM 17750)[3]
- Kalandra felǃ; Hungaroton-Gong, Bp., 1995 (CD)[4]
- Bizottsag: Amor Guru; Eksakt Records, Tilburg, 1986 (LP, Eksakt 024)[5]

## Az album dalai

### Öncélú oldal
1. Köszöntő – 0:17
2. Putty-putty – 2:50
3. Brutális – 1:25
4. Konyhagyeplő – 2:41
5. Linaj, linaj, van-van-van – 3:44
6. Ne nagyon gesztikulálj – 2:49
7. Vaniliaálomkex – 2:40
8. Bestia – 4:03
9. Versike – 0:54
10. Na ne hülyéskedj – 1:30

### Végcélú oldal
1. Egy lány kéne nekem – 5:10
2. Már megint ez a depresszió – 4:09
3. Nem bírom a gyűrődést' – 1:59
4. Mindez én vagyok – 2:32
5. Kamikázé – 2:42
6. Szerelem, szerelem – 4:22

## Az együttes tagjai
- Bán Mária – dob
- Kukta Erzsébet Kokó – ének, parasikolyok
- Kecskés Kriszta – ének, depresszió
- feLugossy László – ének
- Szulovszky István – szólógitár
- ef Zámbó István – orgona, basszusgitár, szólógitár, ének
- Wahorn András – szaxofon, orgona, basszusgitár, ének, különleges effektusok

### Közreműködött
- Bernáth(y) Sándor – gitár (Putty-Putty, Vaniliaálomkex)
- Ruzicska Tamás – ütőhangszerek
- Victor Máté – csemballó (Brutális)
- Simon Éva – ének (Brutális)
- Fákó Árpi – ének (Brutális)